# Orden público
El orden público es la situación de normal funcionamiento de las instituciones públicas y privadas en la medida que las autoridades ejercen sus atribuciones propias y las personas ejercen pacíficamente sus derechos y libertades. Está estrechamente relacionado con el concepto de legitimidad en el ejercicio del poder político y el de consenso social. Desde el punto de vista del Derecho civil, el orden público es el «conjunto de principios jurídicos, políticos, morales y económicos obligatorios para conservar el orden social del pueblo en una época determinada».
Como expresión, muy a menudo se restringe en su uso a su sentido negativo: la «alteración del orden público», asimilada a distintas formas de delincuencia, marginalidad, protesta pública, revuelta y, en los casos más graves, revolución o subversión; especialmente desde una concepción autoritaria del «orden», que lo equipara al mantenimiento de la jerarquía social, las instituciones y el sistema político, considerando «desorden» cualquier alteración en «lo establecido».
Se puede definir al orden público como «un conjunto de principios e instituciones que se consideran fundamentales en la organización social de un país y que inspiran su ordenamiento jurídico».[cita requerida] Sin embargo, en esta amplia definición caben toda clase de fenómenos jurídicos: los principios generales del Derecho, la constitución política de cada Estado, la costumbre jurídica, el ius cogens, etc.

## Historia del concepto

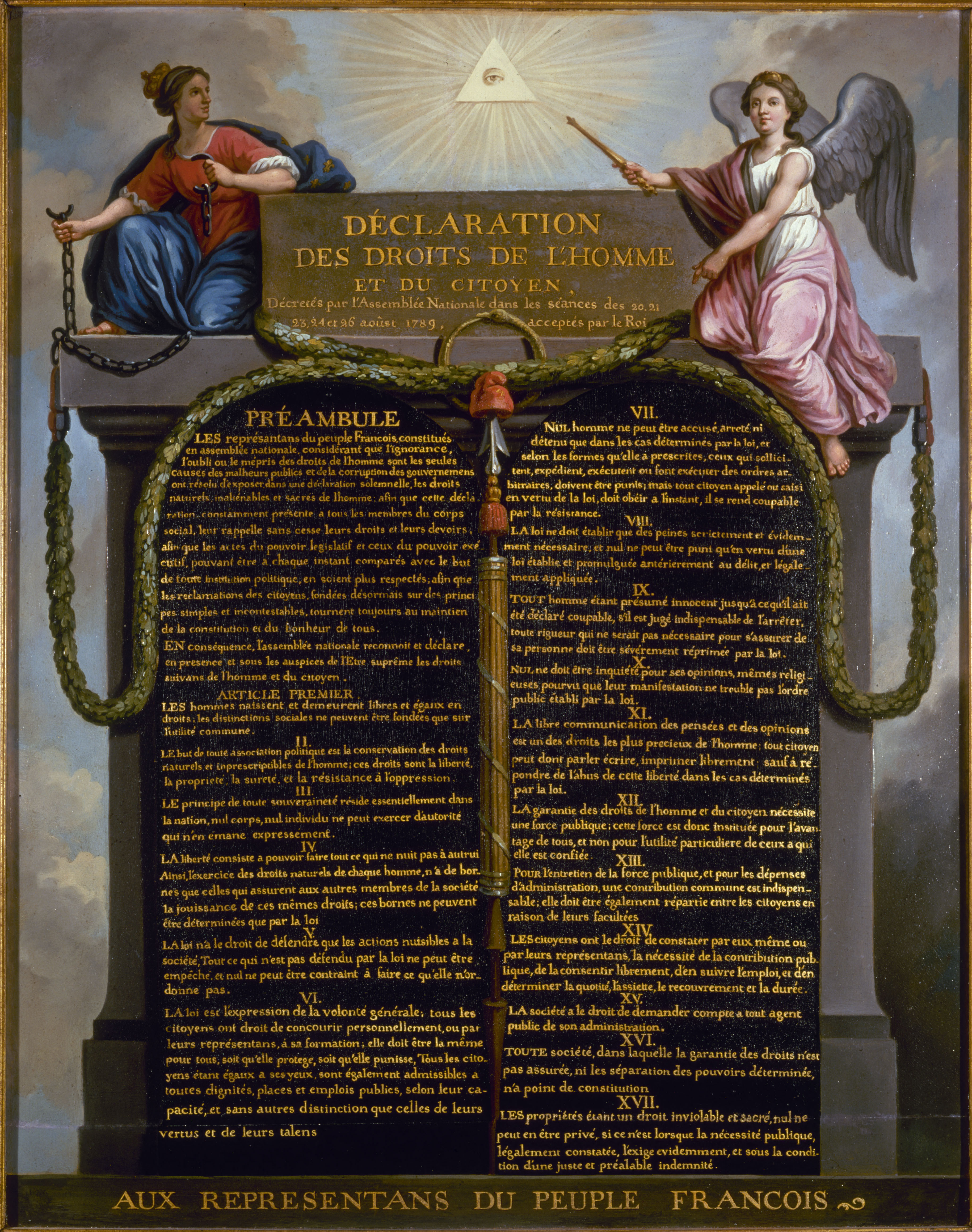
La preocupación por el orden público aparece en la Declaración de los Derechos del Hombre de 1789.

El origen moderno del concepto de seguridad ciudadana es consecuencia directa de otro concepto del siglo XVIII al inicio de la Edad Contemporánea: el orden público. Este es un concepto liberal que aparece en el artículo décimo de la Declaración de los Derechos del Hombre y del Ciudadano de 1789, documento fundamental de la Revolución francesa: 

Nadie puede ser inquietado por sus opiniones, incluso las religiosas, siempre y cuando su manifestación no altere el orden público establecido por la ley.

Además el artículo cuarto del mismo documento relaciona la libertad individual con este concepto:

La libertad consiste en poder hacer todo lo que no sea perjudicial al otro. Así, el ejercicio de los derechos naturales de cada hombre no tienen otro límite que aquellos que aseguren a los otros miembros de la sociedad el disfrute de estos mismos derechos; estos límites sólo pueden estar determinados por la ley.

En este sentido, si extendemos el concepto de orden público como limitación a la libertad ideológica del artículo noveno, a la definición de libertad individual del artículo cuarto, aparece el concepto de orden público: el orden público se establece como garantía y límite de la libertad y, como esta, consiste en que nadie puede hacer nada que sea perjudicial a los demás.

## Distintas manifestaciones del orden público
En realidad, el orden público tiene para el mundo jurídico múltiples manifestaciones, según sea el área en que se analice. En términos muy generales puede decirse que integra el orden público todo aquello que viene impuesto por la autoridad a las personas, y que actúa como límite a su libertad.
De este modo, en Derecho privado, el orden público actúa como un límite a la autonomía de la voluntad en virtud del cual resultan nulos los actos o contratos cuyo contenido sea contrario a los intereses colectivos de una comunidad, manifestados en principios y reglas de Derecho.
Según su contenido se habla de orden público económico, laboral, etc.
En cambio, en Derecho público, el orden público está representado por la tranquilidad y paz social que proviene del respeto generalizado al ordenamiento jurídico. El "mantenimiento del orden público" habilita a la Administración pública, a través de la ley, para imponer órdenes, prohibiciones y sanciones.
Desde el punto de vista del Derecho administrativo, la noción de «orden público» constituye un «título de intervención».
En un sentido similar, a causa de los procesos de expansión del derecho penal que se vive en algunos países iberoamericanos, el orden público es objeto de protección a través de sanciones en el ámbito del Derecho penal. De este modo, los «atentados al orden público», entendido como un determinado estado de cosas en los espacios públicos, puede incluso constituir delito y llevar aparejado el cumplimiento de una pena.